# Pállik Béla
Pállik Béla (Nagymihály, 1845. február 2. – Budapest, 1908. július 27.) festőművész, operaénekes és színiigazgató. A 19. század legjelentősebb magyar állatfestője. Kortársai úgy nevezték: a „birkapiktor”.

## Élete

### Életének első szakasza
Pállik Béla 1845. február 2-án született a zempléni Nagymihályon, római katolikus vallásúként. Festői tehetségét, az állatvilág iránti vonzalmát, már kisgyermek korában felfedezték. „Már kis gyermek korában, mikor még jóformán azt sem tudta, hogy fogja a rajzónt kezébe, abban találta gyönyörűségét, ha a ház falára vagy az eléje került papírdarabkákra teheneket és juhokat rajzolhatott. Egy-két ilyen kísérlete egyszer Sztáray Mária grófné kezébe került. A művelt lelkű és finom ízlésű nő tehetségét látva a rajzokban, érdeklődni kezdett az eleven, eszes gyermek iránt s örömest adott neki útbaigazítást.” Rajztehetségét – ahogyan 1898-ban Ambrozovics Dezsőnek írt levelében önmaga is leírta – különösen édesanyja, Pállik Terézia fejlesztette ki benne.
A nagymihályi iskola után Ungvárra került, ahol alig tízévesen is híres rajzoló volt. Hamarosan Pestre került, hogy tanulmányait folytassa. Itt Landau Alajos városi rajziskolájába, valamint Adolf Van der Venne iskolájába és műtermébe járt. Mivel Pállik szülei nem tudták fedezni a tanítás költségeit, néhány hónap után meg kellett válnia mesterétől. Ekkor döntési helyzetbe került: vagy lemond a művészi pályáról, vagy önerejéből képzi magát tovább. Az utóbbi mellett határozta el magát. Ettől kezdve szorgalmasan látogatta a múzeum képtárát, s másolta a régebbi és újabb festők munkáit úgy, hogy lehetőleg pénzt is szerezzen vele. A múzeumban találkozott először Valentiny Jánossal, aki fiatalabb társát rengeteg tanáccsal látta el. Pállik évekig dolgozott a képtárban, s már olyan ügyességre tett szert, hogy a színházban Lehman is igénybe vette segítségét, ha a díszletekre alakokat kellett festenie. Mivel olcsón, 20–25 forintért végezte az arcképfestést, egyre gyakrabban akadt ilyenre is megrendelője. Ebből képes volt fedezni a napi megélhetését.

### Várpalotai évei
A hatvanas években Sztáray grófné fivére, Waldstein János karolta fel, aki több másolatot is rendelt nála, illetve bemutatta Andrássy Gyula grófnak. Ahogyan a fentebb már említett Ambrozovicshoz írt levélben Pállik vall erről: „A gróf [Waldstein] ajánlott be 1866-ban Andrássy Gyula gróf ő excellenciájához, akitől egy évig magán-ösztöndíjat élveztem és néhány arcképet is festettem neki: gyermekeit, Tivadar és Gyula grófokat és Ilona, most Batthyány Lajosné grófnőt.”
Több nyarat töltött Várpalotán Waldstein gróf támogatása révén, és Palotán folytatott az akol- és birka témájú festményeihez tanulmányokat. A gróf támogatása segítette külföldi ösztöndíjakhoz is. Támogatói közé tartozott Waldstein neves barátja, gróf Széchenyi István is.
1863 után a várpalotai Zichy-kastély könyvtárszobájának freskóit ő festette. Ebből ma már a második világháború pusztítása miatt csak a mennyezeti freskó látható. A könyvtárszoba mennyezetén viaszfestékkel festett terjedelmes kompozíció Guido Reni freskójának a másolata, amely a római Palazzo Rospigliosi kaszinót ékesíti, és Apollónt, Aurórát és a hórákat ábrázolja. Körben az oldalfalakra a Waldstein és Zichy grófi házastársak életnagyságú arcképe került, a kastély lépcsőházában pedig vadászati tárgyú jelenetek kaptak helyet.

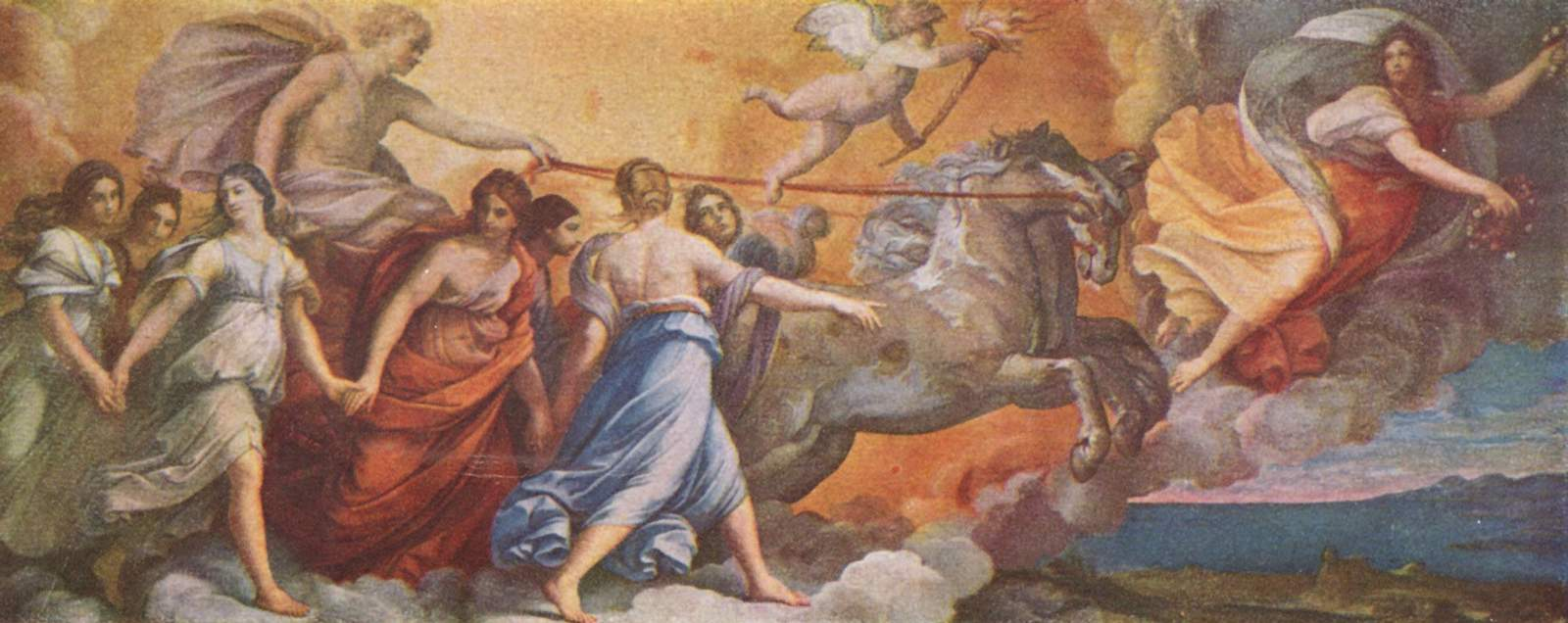
Guido Reni Auróra című mennyezeti freskója, amelynek Pállik által festett másolata a várpalotai Zichy-kastély könyvtárszobájában található

### Tanulmányai és „birkapiktori” pályafutása

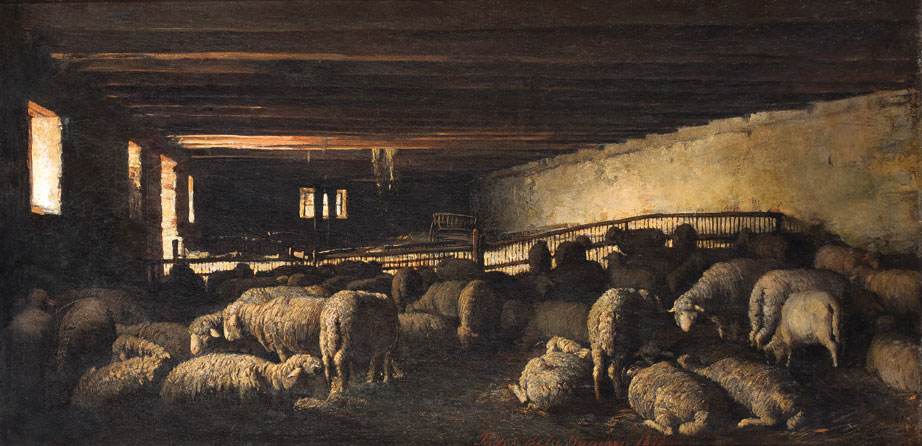
Birka-akol című festménye

1867-től a bécsi Beaux-Arts Academie növendéke lett, azzal a hároméves ösztöndíjjal, amit Andrássy Gyula miniszterelnök eszközölt ki neki. Az Ambrozovicsnak írt levelében így vall erről Pállik:
„…Waldstein és Andrássy grófok pártfogása révén kaptam meg a hároméves, évi 420 forintból álló bécsi királyösztöndíjat (Szász Gyulával és Frecskay Lászlóval együtt), 1872-ben pedig 600 forint utazási ösztöndíjban részesültem.”
Az Akadémián Eduard Engerth-nél (1818–1897) vett részt a képzésben, ahol olyan gyorsan haladt a tanulásban, hogy fél év alatt mesteriskolába jutott. Engerth próbálta a történelmi festészet iránt felkelteni az érdeklődését, ám Pállik továbbra is az állat- és a zsánerfestészethez mutatott vonzódást. Négy évet töltött Bécsben. A szülei 1868-ban hozzáköltöztek, ezért a kényelmes élet érdekében folyamatosan vállalt portréfestést is. Ekkor készítette el a királyi pár arcképét, először Waldstein megbízásából Nagyvárad, majd Tisza Lajos pártfogása mellett Zágráb számára. A nyári hónapokat Kendeffy Árpád boldogfalvai birtokán, Geszten, a Tisza család uradalmán, vagy Waldstein várpalotai kastélyában töltötte. Utóbbi helyen készítette akoltanulmányait, amit később felhasznált állatképein. A bécsi akadémián elért sikerek, és a pártfogóinak a támogatása révén.
1871 őszén újabb állami ösztöndíjat kapott. Ekkor ment Münchenbe, hogy tehetségét kizárólag az állatfestészetnek szentelje. Münchenben 1873-tól Dietznek és a Müncheni Akadémia leghíresebb akadémiai tanárának, Karl von Pilotynak (1826–1886) is a tanítványa lett. Már ekkor feltűntek sajátos technikájú birkaképei, és innentől kezdve szentelte magát főképp állatfestésnek. Mészöly Géza képmása címmel 1872-ben egy 79×67 cm-es festményt, majd 1873-ban Pásztorjelenet címmel festett egy 60×80 cm nagyságú képet. A müncheni tanulmányai mellett elkészült a Delelő nyáj című nagyobb kompozíciója is, amely a bécsi világkiállításon hatalmas érdeklődést keltett, és a festőművész nevét széles körben ismertté tette. A kép, miután éremmel kitüntették, Amerikába került.
Pállik 1874 tavaszán hazatért Budapestre, ekkor már mint több ízben kitüntetett, ismert nevű művész. Itt, várpalotai tanulmányai alapján elkészítette a „Birka-akol” című nagy képét, amely hatalmas sikert aratott a hazai körökben. A képet Zichy Viktor gróf vásárolta meg ez idő tájt szokatlanul magas áron. A festmény az 1878. évi párizsi világtárlaton szerepelt, később a Hotel Drouotban került árverésre, ahol 14 000 frankért vásárolták meg. A Birka-akol sikere után valóságos divat lett a magyar arisztokrácia körében támogatni Pállikot, bár többnyire arcképeket rendeltek tőle.
Ekkor, a hetvenes évek közepén születtek Károlyi György gróf illetve Zsedényi főispán arcképei, 1876-ban a Szabadelvű Klub számára festette meg Deák Ferencet, de tőle való Tisza Kálmán, Sennyei Pál báró, Wenckheim Béla, Kossuth Lajos és Széchenyi István arcképe is.
Az állatfestészetet sokáig a festészet segédtárgyaként tanították az akadémiákon. Az állatvilág mint téma azonban önállósult, és már a 18. századtól kezdve önállóan jelent meg. A 19. században, a lótenyésztés és a lósport fellendülésével keresett, igényelt festői műfajjá vált, amely megörökítette a szép, díjnyertes állatokat, a nagy teljesítményeket, a fontos eseményeket. Ennek a fellendülésnek a hatására Pállik versenylovak egész sorát festette meg az arisztokrácia megrendelésére. Ez utóbbi megrendelés-sorozatnak a részeként készített olajképet 1876-ban az egyetemes lótenyésztés egyik legkiválóbbjáról, a Kincsem nevű lóról is. Ebben az időszakban a képzőművészeti társulat kiállítására küldött apró állatképei általában a jómódú polgárság körében találtak vevőkre. Pállikról csakhamar mint az arisztokrácia egyedüli festőjeként beszéltek: vele festették meg a verseny- vagy vadászatkedvelő mágnások a lovaikat, kutyáikat.
1877-ben Gödöllőn megfestette a király lovas képmását (a festmény címe: „A király és vadászkísérete Gödöllőn”), Károlyi István és Battyhány Elemér gróf lovasképeit. A Ferenc Józsefről festett lovaskép olyan jól sikerült, hogy Erzsébet királyné is kért egy ilyen „speciális” témájú megrendelést a „birkapiktortól”. Az ő számára festette a Telelő juhok című festményt, amely legjellegzetesebb állatképeinek egyike.

### Újpesti évei
Megrendelései annyira megszaporodtak, hogy már saját, megfelelően tágas műtermet kellett magának találnia. Így került 1880 tavaszán Újpestre. Megvette a Mária és a Munkásotthon utca sarkán álló – mai evangélikus – templomot, amit a gyülekezet pénzhiány miatt volt kénytelen eladni. A templomot Pállik Béla kis kastéllyá alakította át: főhajójából műtermet, tornyából vendégszobát építtetett. A fura történetet Babits Mihály is megírta, természetesen más nevekkel és kiszínezve a valóságot.
1880-ban Fejér megye megbízásából elkészítette Id. Szőgyény-Marich László életnagyságú olajfestményét. A festmény díszmagyarban ábrázolja Szőgyény-Marich Lászlót. Nyakában az Aranygyapjas rend, a Magyar Királyi Szent István-rend középkeresztje, mellén az Osztrák Császári Lipót-rend nagykeresztje és szalagja. Pállik hiába hitte, hogy megrendeléseiből ezután nyugodtan élhet, mert a megerőltető munka megviselte a szemét, s így – orvosai tanácsára – kénytelen volt egy időre lemondania a festésről. Tétlenség helyett – kihasználva egy másik tehetségét – énekelni tanult, nagy szorgalommal művelte tenor hangját. Közben tevékenyen részt vett a képzőművészeti társulat ülésein, és többször felszólalt annak vezéralakjai ellen. A testület két pártra szakadt, de a hatalomban lévők mindent elkövettek, hogy eltávolítsák a betegsége miatt amúgy is ingerlékeny és ideges festőt.
Az 1882-ben hazalátogató Munkácsy Mihály tiszteletére tartott, az Írók és Művészek Társasága által szervezett ünnepségen Pállik Béla is részt vett.

### Külföldi útja és operaénekesi karrierje
1883 őszén eladta újpesti műtermét és külföldre költözött. Itt operaénekesként is nagy sikereket ért el: Dortmundban, Düsseldorfban, Brémában, Kölnben, Berlinben, Weimarban lépett fel, és a kritikák elismerően írtak előadásmódjáról és erőteljes hangjáról.
Lyka Károly említette korabeli német lapokra hivatkozva, hogy „első ízben Boroszlóban lépett fel, ahonnan Berlinbe vitte útja.” A berlini fellépésről egy német lapból szó szerint is idéz Lyka: „Ricardo a neve egy Berlinben eddig ismeretlen hőstenornak,… aki ma először lép fel a Norma Sever szerepében. A művész magyar ember, igazi neve Pállik Béla s állítólag boldog birtokosa a magas C-nek.” Néhány év alatt harmincegy operai szerepet tanult meg. Különösen nagy sikerrel énekelt Richard Wagner műveiben. Mint operaénekes Düsseldorfban tartott fenn állandó lakást, a nyarat pedig általában Nordkirchenben, Esterházy Miklós gróf kastélyában töltötte.

### A „birkapiktor” pályafutásának csúcsa
Két év után rendbejött a szeme, így a düsseldorfi lakásában műtermett rendezett be, birkákat vásárolt, és újra elkezdhetett festeni. Itt már két nagyobb méretű képet is festett: két életnagyságú birkafejet. Düsseldorfban is nagy feltűnést keltett a birkaképeivel, és a legkiválóbb állatfestőkkel, Geblerrel, Verkboekhovennel kezdték összemérni, nem ezek előnyére. Egy másik festménye, az Etetés még a birkafejeknél is jobb kritikákat kapott: a festmény realisztikusságát emelték ki és „bevégzett tökélyű mesterműként dicsérték.” Mindenhol ezt a véleményt hangoztatta a német és angol sajtó, ahol újabb festményei megfordultak.
A teljes siker hatására Esterházy Miklós gróf könnyedén hódította vissza a festészethez Pállikot. Esterházy tatai kastélyában minden kényelemmel ellátott, fényes műtermet rendeztetett be neki, 1887 tavaszától Tatára költözött, ahol színházigazgató volt, de ő maga is játszott szerepeket, operákban is. Festett is: a tatai Várszínház mennyezetképét és a Várkastély télikertjének képeit fiatal tanítványa, a szentesi Hegedűs László segítségével festette meg.
Ezután szinte teljesen a birkák festésére adta magát: műhelyéhez akolt építtetett, amelyet csak egy ajtó választott el a műtermétől. Birkaképeivel országos hírt szerzett, kivált azok „kézzel fogható” gyapja szerzett neki sok bámulót. Ehhez külön ecseteket szerkesztett, hogy a lehető leghívebben festhesse meg. Ettől fogva birkaképei állandó nevezetességei voltak a budapesti tárlatoknak, ezeket a realisztikus ábrázolás netovábbjának magasztalták, és ezek révén vált keresett festővé. Az állatokat, különösen a birkákat ábrázoló kompozíciókon kívül tetszetős naturalista stílusban portrékat, vadászjeleneteket, tájképeket, és néhány oltárképet is festett.
Az 1890-es Párizsi Szalonon „Mention honorable” elismerését kapott.

### Pártfogói tevékenysége
Pállik maga is pártfogolta a tehetséges festőket. Egyik ilyen pártfogoltja volt Hegedüs László, akit 1888-ban fogadott magához Pápára, és kieszközölt számára egy ösztöndíjat Eszterházy gróftól. Az ösztöndíj időtartama alatt Hegedüs segített neki a tatai várszínház kifestésében. Később segített Hegedüsnek kijutni a müncheni akadémiára, majd miután ott végzett, 1893–94-ben ismét Pálliknak dolgozott.

### Halála és a hagyatékából rendezett kiállítás

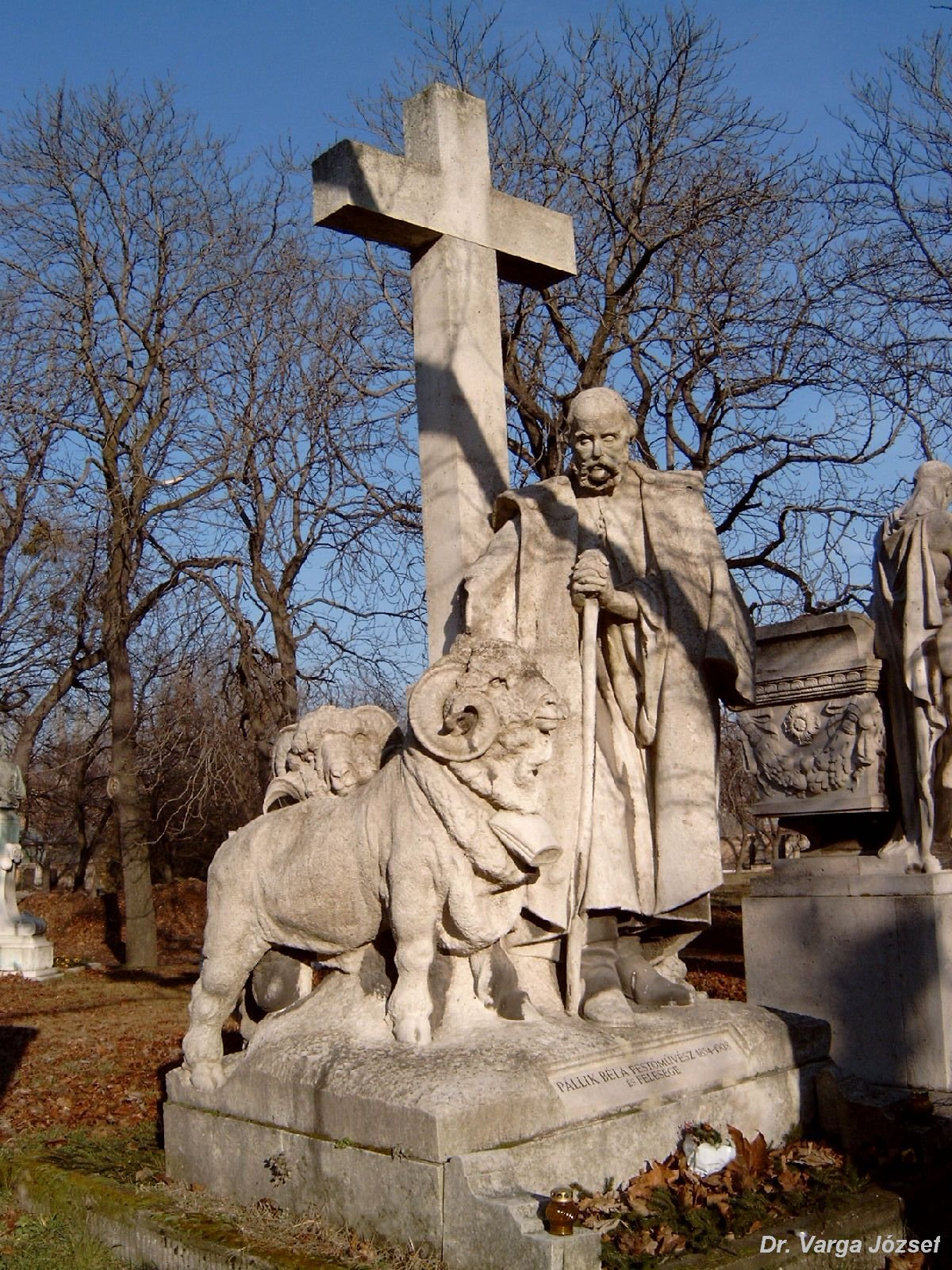
Pállik Béla sírja Budapesten. Ifj. Vastagh György alkotása (Fiumei úti sírkert: 34-2-55)

Pállik Béla 1908. július 27-én halt meg Budapesten. 1908 októberében művészi hagyatékából a Műcsarnokban rendeztek kiállítást. Erről írt Lengyel Géza a Nyugatban:
„Pállik Béla nemrégen hunyt el, hagyatékából rendeztek kollekciót a Műcsarnokban. Kritikai akadékoskodásnak vele szemben, aki már a múlté, a legkisebb értelme sincs. Mint más, elevenen is halott kollekció, az ő képei is megérdemelnének annyi kíméletet, hogy elmenjünk mellettük hallgatással. Megállítja azonban a jóindulatú távozót egy kis, azaz sok kis zöld cédula. Megvették: ez van a cédulákra nyomtatva. Időtlen idők óta nem látták a Műcsarnok falai a piktoroknak oly drága cédulácskák ilyen tömeges felvonulását. A Pállik-tárlat megnyitóján, az első órában már megrohanta a nép a műtárost és sorra keltek el a híres Pállik-féle birka-fotográfiák.

Pállik Béla tehát nyilvánvalóan, kétségbevonhatatlanul az az ember, aki a magyar közönségnek tetszik, nagyon tetszik. Ropogós százasokkal megpecsételt ítélet ez és ne mondja senki, hogy nem illetékes helyről eredő. A vernisszázs-hiénák a jelen voltak, a Műcsarnok-törzsvendégek, a száz és ezer koronák lefizetői: ezek mérik, ezek mutatják a magyar ízlést, nem mi, akik az élettől igen messze tévelyegve írunk róluk. Mi Rippl-Rónaiért és Fényes Adolfért lángolunk, őt Pállik Bélát vásárolják. Pállik szorgalomban és lelkiismeretességben megemberesedett művész. Már meg is haltak a java franciák, a tomboló, tüzes, vidám színek festői, amikor Pállik az ecsetet kezébe vette: ő nem vett tudomást róluk, szabad égről, levegőről, tüzekről, lángokról, színekről. Barna juh-aklok, barna-szürke tájak és szürkésbarna kosok. A juhakolban a ványadt padló erei látszanak, de szín és élet nincs. A kosok gyapja valódi gyapjú: Streliszky fényképeit megszégyenítő hűséggel reprodukált gyapjú. A paripák délcegek, a katonái is délcegek és a tölgyfái is előírásosan tisztára subickoltak. Csupa riasztó pontosság, csupa könyörtelen rend.

…De beszélhetnénk még annyit arról, milyen zseniálisan rejtette el Pállik a festői tűz, a szeretet, a mesterségen felül emel valaminek minden nyomát: ez, ez a hideg, ez a kihűlt barna lé, ez a szorgalom, ez a főkönyvvel vetélkedő megbízhatóság kell ott, ahol készpénzre váltódik az ízlés. Reklám nélkül, kritika nélkül és a tehetetlen kritika ellenére egy elmúlt festői stílus, egy könnyűnek talált modor, egy divatból állítólag kiment színskála tipikus megszemélyesítője kapja a legmelegebb elismerés jeleit. Nincs igaza a Műcsarnoknak? Mer még valaha odújából kibújni fiatalság, tűz, szín?”

## Festészete Lyka Károly jellemzésében
Lyka Károly a következőképpen jellemezte Pállik festészetét:
„Piloty anyagszerűségre való törekvése tehát egy speciális tárgykörben éled fel Pállik Béla művészetében. Színproblémák ebben a tárgykörben nem háborgatták: az aklok meleg, barna tónusa, a gyapjú puha szövedéke, az ajtón beillanó fény: ebből áll elő legtöbb képe. A juhok, kosok, bárányoknak oly kitűnő ismerője lett, hogy tulajdonképpen nem állatfestő, hanem egyes állatok arcképeinek formálója. Ez volt a legnagyobb erőssége. Miután ezt felismerte, semmi sem tántoríthatta el a megkezdett útról. Annál kevésbé, mert a nyilvánosság mindig szentesítette törekvéseit.”

## Képek külső weboldalakról
- Pállik Béla fényképe http://www.epa.oszk.hu/00000/00009/00042/e7p384k2.jpg

(In: Művészet, 1908. VII. évf. 6. sz., 384. o.)
- Pállik Béla síremléke a Kerepesi temetőben